# توپ طلای ۱۹۵۶
توپ طلای ۱۹۵۶ (فرانسوی: 1956 Ballon d'Or‎) نخستین رویداد سالیانهٔ توپ طلا بود که از سوی مجلهٔ فرانس فوتبال به بهترین بازیکن فوتبال در سال ۱۹۵۶ اعطا گردید که در این سال، استنلی ماتیوس برندهٔ توپ طلا شد.

## رتبه‌بندی
| ردیف | نام                 | باشگاه                                              | ملیت               | امتیاز |
| ---- | ------------------- | --------------------------------------------------- | ------------------ | ------ |
| ۱    | استنلی ماتیوس       | باشگاه فوتبال بلکپول                                | انگلستان           | ۴۷     |
| ۲    | آلفردو دی استفانو\| | باشگاه فوتبال رئال مادرید                           | اسپانیا            | ۴۴     |
| ۳    | ریموند کوپا         | باشگاه فوتبال استاد رنس / باشگاه فوتبال رئال مادرید | فرانسه             | ۳۳     |
| ۴    | فرانس پوشکاش        | باشگاه فوتبال بوداپست هونود                         | مجارستان           | ۳۲     |
| ۵    | لو یاشین            | باشگاه فوتبال دینامو مسکو                           | اتحاد جماهیر شوروی | ۱۹     |
| ۶    | یوژف بوژیک          | باشگاه فوتبال بوداپست هونود                         | مجارستان           | ۱۵     |
| ۷    | ارنست اکویرک        | باشگاه فوتبال آستریا وین / باشگاه فوتبال سمپدوریا   | اتریش              | ۹      |
| ۸    | ساندور کوچیس        | باشگاه فوتبال بوداپست هونود                         | مجارستان           | ۶      |
| ۹    | تادی شیسوسکی        | Racing Club Paris                                   | فرانسه             | ۴      |
| ۹    | ایوان پتکوف کولیف   | باشگاه فوتبال زسکا صوفیه                            | بلغارستان          | ۴      |
| ۹    | بیلی رایت           | باشگاه فوتبال ولورهمپتون واندررز                    | انگلستان           | ۴      |
| ۱۲   | ژولیو بتلهو         | باشگاه فوتبال فیورنتینا                             | ایتالیا            | ۳      |
| ۱۳   | Stefan Bozhkov      | باشگاه فوتبال زسکا صوفیه                            | بلغارستان          | ۲      |
| ۱۳   | دانکن ادواردز       | باشگاه فوتبال منچستر یونایتد                        | انگلستان           | ۲      |
| ۱۳   | Gerhard Hanappi     | باشگاه فوتبال راپید وین                             | اتریش              | ۲      |
| ۱۳   | روبر ژونکت          | باشگاه فوتبال استاد رنس                             | فرانسه             | ۲      |
| ۱۳   | میجول مونتووری      | باشگاه فوتبال فیورنتینا                             | ایتالیا            | ۲      |
| ۱۳   | Pepillo             | باشگاه فوتبال سویا                                  | اسپانیا            | ۲      |
| ۱۳   | خوان آلبرتو شیافینو | باشگاه فوتبال آ.ث. میلان                            | ایتالیا            | ۲      |
| ۱۳   | ادوارد استرلتسوف    | باشگاه فوتبال تورپدو مسکو                           | اتحاد جماهیر شوروی | ۲      |
| ۲۱   | Campanal II         | باشگاه فوتبال سویا                                  | اسپانیا            | ۱      |
| ۲۱   | برتیسلاف دولیشی     | دوکلا پراگ                                          | چکسلواکی           | ۱      |
| ۲۱   | راجر پیانتونی       | Nancy                                               | فرانسه             | ۱      |
| ۲۱   | کیس ریجورس          | باشگاه فوتبال سن-اتین                               | هلند               | ۱      |